# Perophora
Genre
Perophora est un genre d'ascidies de la famille des Perophoridae.

## Liste des espèces
Selon World Register of Marine Species (23 septembre 2023) :
- Perophora annectens Ritter, 1893
- Perophora bermudensis Berrill, 1932
- Perophora carpenteria Goodbody, 1994
- Perophora clavata Kott, 1985
- Perophora euphues (Sluiter, 1895)
- Perophora hornelli Herdman, 1906
- Perophora hutchisoni Macdonald, 1859
- Perophora jacerens (Tokioka, 1954)
- Perophora japonica Oka, 1927
- Perophora listeri Wiegman, 1835
- Perophora longicaulis Kott, 2003
- Perophora longigaster Monniot F. & Monniot C., 2008
- Perophora modificata Kott, 1985
- Perophora multiclathrata (Sluiter, 1904)
- Perophora multistigmata Kott, 1952
- Perophora namei Hartmeyer & Michaelsen, 1928
- Perophora psammodes (Sluiter, 1895)
- Perophora regina Goodbody & Cole, 1987
- Perophora sabulosa Kott, 1990
- Perophora sagamiensis Tokioka, 1953
- Perophora senegalensis Pérès, 1951
- Perophora tokarae (Tokioka, 1954)
- Perophora virgulata Monniot, 1997
- Perophora viridis Verrill, 1871

## Systématique
Le nom valide complet (avec auteur) de ce taxon est Perophora Wiegmann, 1835.
Perophora a pour synonymes :
- Perephora Lahille, 1890
- Perophera Ritter, 1907
- Pherophora Seeliger, 1907
- Porophora Milne-Edwards, 1843
- Pterophora Desmarest, 1858
- Serophora Reichert, 1875
- Tibiania